# Соколови слободе Курдистана
Соколови слободе Курдистана (курд. Teyrêbazên Azadiya Kurdistan; тур. Kürdistan Özgürlük Şahinleri), познати још и као Јастребови слободе Курдистана, милитантна су курдска националистичка група из Турске која за циљ има независну курдска државу на простору источне и југоисточне Турске. Група себе представља као отцјепљени дио Радничке партије Курдистана због отвореног неслагања са спремношћу РПК на компромис са Турском.
Група се први пут појавила 2004. године, само неколико недеља након што је РПК откалаза примирје из 1999. године, преузимајући одговорност за два бомбашка напада на хотеле у Истанбулу који су за посљедицу имали двије жртве. Од тада, група је пратила стратегију ескалације, починила бројне бомбашке нападе широм Турске, са фокусом на западну и средњу Турску, укључујућу и туристичка подручја у Истанбулу, Анкари и јужним средоземним одмаралишта. ССК је такође одговоран за бомбашки напад у Анкари у фебруару 2016. године у коме је страдало 37 особа.